# 伊丹昌一
伊丹 昌一（いたみ しょういち）は、日本の心理学者。梅花女子大学教授。

## 来歴
- 平成14年　兵庫教育大学教育学修士取得。そのあと、梅花女子大学教授として現職に至る。また妻と息子がいる。
- 現在、日本LD学会など多数の学会に属している。

## 主な著書
- 気づきからの支援スタートブック 明治図書
- 高校で学ぶ発達障がいのある生徒のための共感からはじまる『わかる』授業づくり ジアース教育新社
- 基礎から始めるインクルーシブ教育の実践　明治図書
- 基礎からわかる特別支援教育とアセスメント　明治図書
- 新しい個別の指導計画e-iep　ジアース教育新社
- 発達障害の子どもの理解と関わり方入門　大阪大学出版会
- どうするゆうきくん　NHK出版

## メディア出演
産経新聞にて、2回本人の見解が掲載された。